# Praesidium Si Aioun

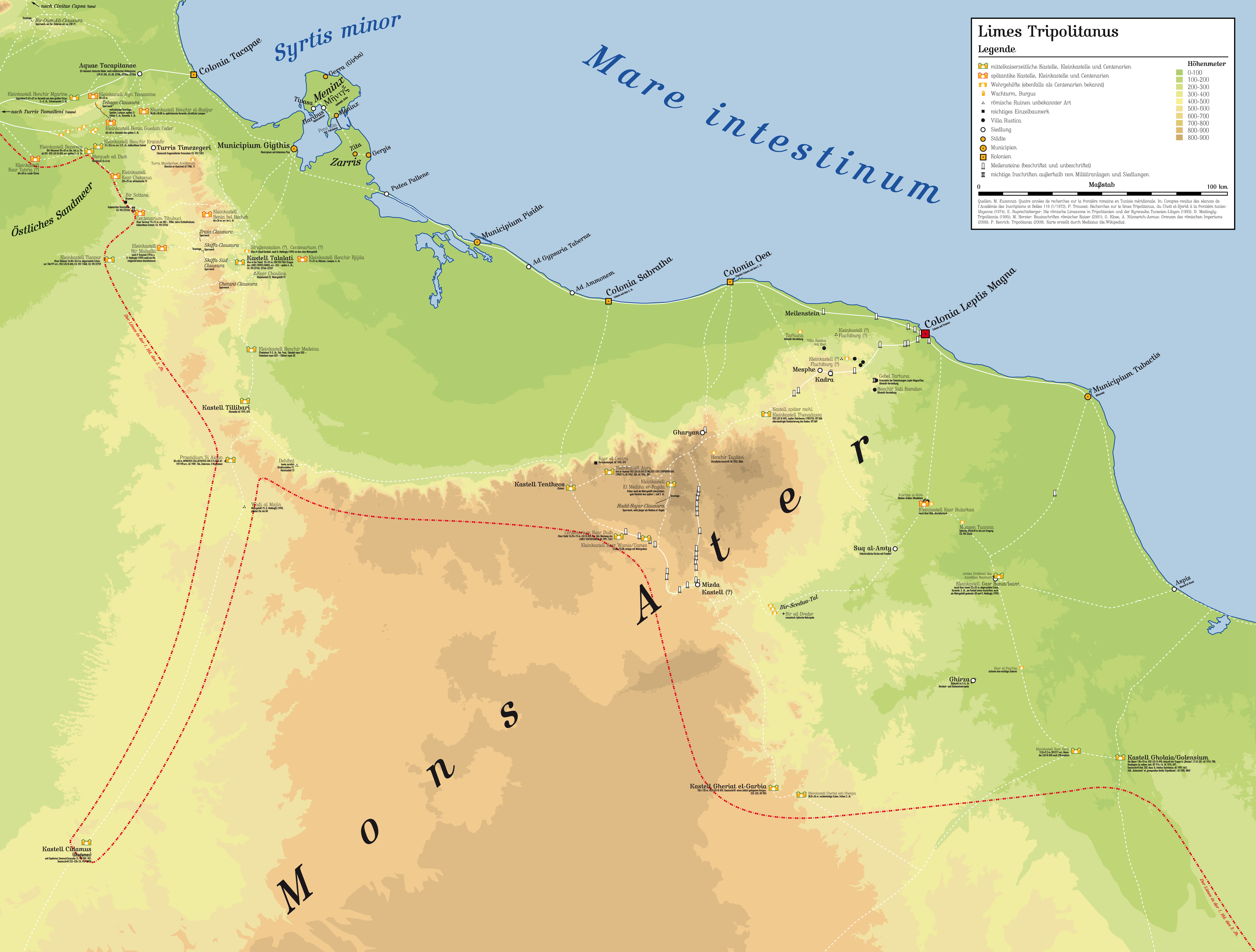
Das Kleinkastell (links) im Verbund des Limes Tripolitanus

Das Praesidium Si Aioun ist ein kleines römisches Militärlager, dessen Besatzung für Sicherungs- und Überwachungsaufgaben am Limes Tripolitanus in der Provinz Africa proconsularis, später Tripolitania, zuständig war. Die Grenzanlagen bildeten hier ein tiefgestaffeltes System von Kastellen und Militärposten. Die kleine Befestigung befindet sich heute im Bergland von Dahar, rund 50 Kilometer südlich der Kleinstadt Remada im Gouvernement Tataouine, Südtunesien.

## Lage
Der vorgeschobene Posten von Si Aioun lag an dem nach Nordosten ansteigenden Gelände zu einem über den Dahar führenden Pass. Auf der gegenüberliegenden Seite des sich in diesem Bereich von Nordwesten nach Südosten erstreckenden Gebirges sicherte das Kastell Tillibari noch einmal den Weg in die dicht besiedelte Ebene zum Mittelmeer hin. Si Aioun ist auch die bisher letzte archäologisch sicher als Garnisonsort identifizierte römische Außenstation an der Karawanenstraße zum weit im Landesinneren gelegenen Kastell Cidamus (Ghadames). Cidamus, das spätestens seit der Regierungszeit der Kaiser Septimius Severus (193–211) oder Caracalla (211–217) als Garnisonsort existierte, war der in diesem Bereich südlichste und damit einer der einsamsten Vorposten des römischen Reiches. Solche Basen am Rand der Wüste dienten dem römischen Militär möglicherweise als Ausgangspunkte für Operationsziele, die noch weiter im Süden lagen.

## Forschungsgeschichte
1895 entdeckte der französische Offizier Étienne de Larminat den Fundplatz und berichtete von den Überresten eines qualitätvollen sechseckigen Mausoleums, dessen Kapitelle reich verziert waren. Nahebei lagen die Überreste der Militäranlage. Später untersuchte der Offizier Raymond Donau den Platz und fand eine Bauinschrift. Bereits 1908 war das gut erhaltene Grabmal mit offenbar zerstörerischer Absicht abgebrochen worden, so dass sich anschließend nur noch verstreute Giebelfragmente und Friese mit Girlanden vor Ort fanden. Von dem ergrabenen Kleinkastell wurde bisher kein Plan veröffentlicht.

## Baugeschichte
Zum ersten Mal offenbarte sich für die Wissenschaft die Befehlsstruktur am tripolitanischen Limes während der Zeit seiner Reorganisation in der severischen Epoche (193–217). Die militärische Zone Tripolitanien fiel damals unter die Zuständigkeit von Quintus Anicius Faustus, dem Legaten der Legio III Augusta. Seit dem frühen dritten Jahrhundert war dieser Legat gleichzeitig Statthalter von Numidien. Einige der frühesten seiner untergeordneten Befehle waren eher von außergewöhnlicher Natur. So wurde Aemilius Emeritus, Decurio (Schwadronführer) der Ala I Pannoniorum, in den Rang eines Praepositus erhoben und als Führer eines Expeditionskorps in Marsch gesetzt. Normalerweise wurden nur Legionszenturionen mit dem Kommando von Auxiliartruppen beauftragt, doch bestand für Decurionen der Hilfstruppen auch die Möglichkeit, nach einem Vorschlag des Statthalters und einer darauffolgenden Ernennung durch den Kaiser beispielsweise auch zum Legionszenturio aufzusteigen. Das Korps des Aemilius Emeritus bestand aus der Cohors II Flavia Afrorum equitata (2. teilberittene Kohorte der Afrikaner „die Flavische“) und einem Numerus Collatus, einer Spezialeinheit, die aus mehreren bestehenden Hilfstruppenverbänden zusammengestellt worden war. Beide Einheiten errichteten das Praesidium genannte Kleinkastell von Si Aioun. Die Ernennung von Hilfstruppen-Decurionen zu Befehlshabern kleinerer Truppenverbände ist für diese Zeit und diesen Limesabschnitt mehrfach belegt und ging parallel mit der Aufstellung von speziellen Expeditionskorps einher.
Die insgesamt rund 30 × 40 Meter (= 0,12 Hektar) große Anlage glich in ihrer Bauausführung dem zeitgleich errichteten und besser erhaltenen Kleinkastell Tisavar. Es wurde seinem Maßstab und seiner Kapazität entsprechend aus dem während des Prinzipats vereinheitlichten Bauschema für römische Garnisonen entwickelt. Der einzige Zugang bestand an der östlichen Prätorialfront. Die kleinen Principia (Stabsgebäude) im Zentrum des Praesidiums waren bei der Auffindung bereits vollständig verstürzt, scheinen jedoch in Teilen aus Opus Africanum errichtet worden zu sein. Im Südteil der Anlage bestand eine Zisterne.
Rund 300 Meter vom Kastell entfernt befanden sich insgesamt zwei Mausoleen. Von dort stammt auch ein aus einem rosa Kalksteinmonoliten gefertigter Bogen, den zwei Amoren beziehungsweise Siegesgöttinnen mit einer Krone zieren. Der Bogen trug einen Giebel, der ebenfalls erhalten blieb. Zwischen diesen und dem Kleinkastell lag eine größere Anzahl weiterer Zisternen.

## Bauinschrift

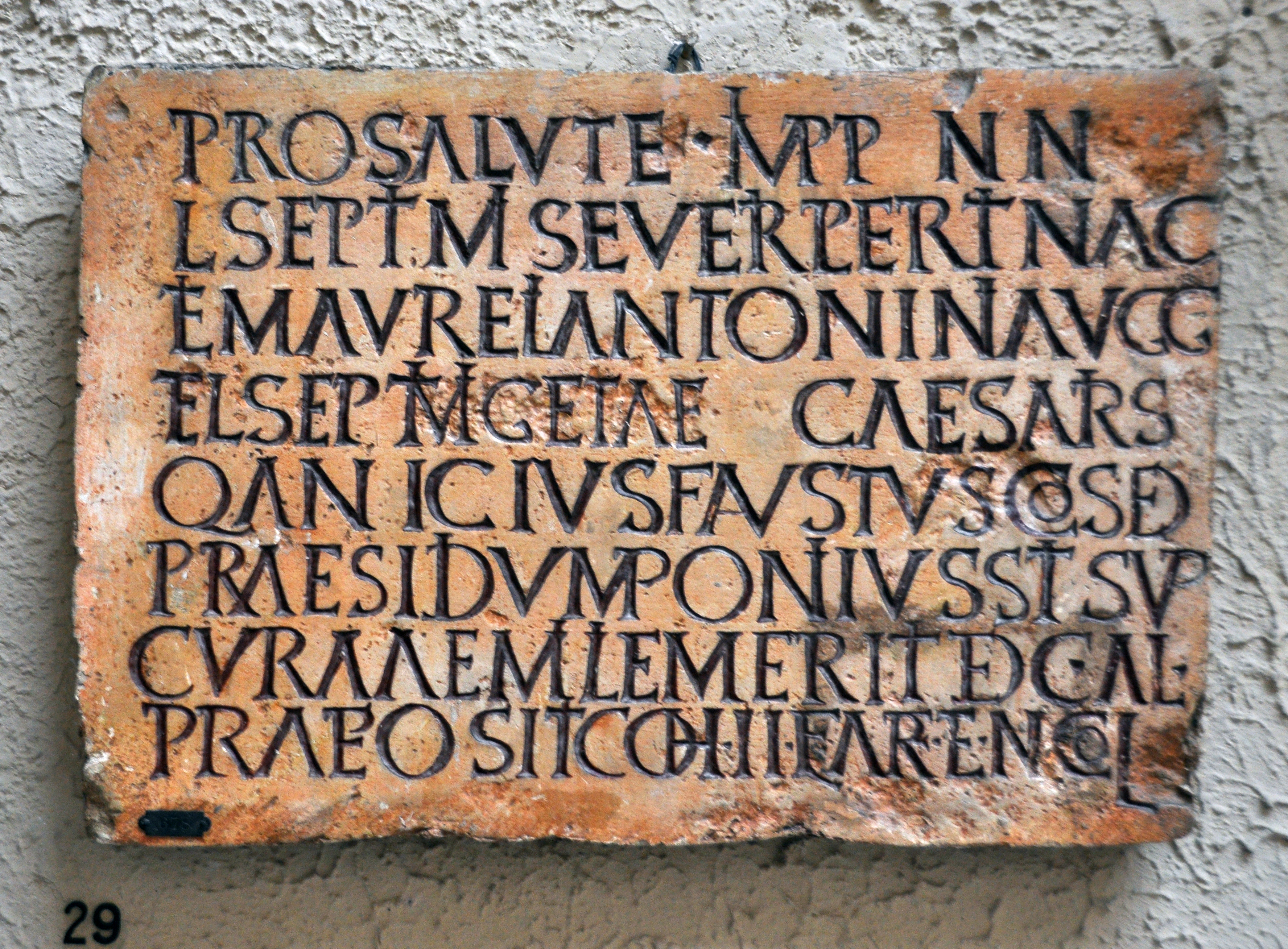
Die Bauinschrift vom Kastellplatz Si Aioun

Das wichtigste inschriftliche Dokument dieses Fundplatzes wurde mit der konsulardatierten, 197/198 n. Chr. errichteten Bauinschrift gefunden:
Pro salute Impp(eratorum) nn(ostrorum)
L(uci) Septimi Severi Pertinac(is)
et M(arci) Aureli Antonini Augg(ustorum)
et L(uci) Septimi Getae Caesaris
Q(uintus) Anicius Faustus co(n)s(ul) de(signatus)
praesidium poni iussit su[b]
cura Aemili Emeriti dec(urionis) al(ae)
praepositi coh(ortis) II Fl(aviae) Afr(orum) et n(umeri) col(latorum)
Übersetzung: „Zum Heil unserer Herrscher Lucius Septimius Severus Pertinax und Marcus Aurelius Antoninus, der Augusti, und des Caesar Lucius Septimius Geta. Der designierte (Suffekt-)Konsul Quintus Anicius Faustus ließ das Kleinkastell (Praesidium) anlegen unter der Aufsicht des Schwadronführers Aemilius Emeritus, Kommandeur der Cohors II Flavia Afrorum equitata und des Numerus collatus.“
Zu Ehren Jupiters ließ Aemilius Emeritus in Si Aioun auch einen Altar errichten.
Aus militärischer Sicht lässt der Begriff Praesidium für sich keine eindeutige Erklärung zu und muss stets aus dem jeweiligen Bezug erklärt werden. Unter anderem werden mit ihm größere und kleinste Garnisonsstandorte bezeichnet, wobei offensichtlich Anlagen vom Umfang eines Kleinkastells oder Außenpostens den Schwerpunkt bildeten. In der Bauinschrift des in der römischen Provinz Arabia 201 n. Chr. errichteten Kleinkastells Kleinkastells Qasr el-Uweinid (rund 65 × 44 Meter = 0,25 ha) wird das castellum et s(uum) praesidium Severianum genannt, wobei das Praesidium hier mit dem im Kastellzentrum als Turm errichteten Mittelbau (9,5 × 9,5 Meter) identifiziert werden kann.

## Fundverbleib
Die Bauinschrift befindet sich heute in den Kapitolinischen Museen im Konservatorenpalast, Rom, Italien.